# Pandémie de Covid-19 aux Palaos
La pandémie de Covid-19 aux Palaos démarre officiellement le 30 mai 2020. À la date du 21 septembre 2022, le bilan est de 6 morts.

## Premières mesures
Le 23 janvier 2020, les Palaos mettent en place des procédures de dépistage des individus symptomatiques au port de Malakal et à l'aéroport international des Palaos. Le pays ferme ensuite totalement ses frontières à la mi-mars 2020, y compris aux navires de croisières importants pour l'économie des Palaos, dépendante du tourisme.

## Premier cas
Le 30 mai 2021, un homme arrivé de Guam le 9 mai s'avère atteint par le virus. Il avait été « pleinement vacciné » et testé deux fois avant son entrée dans le pays, mais placé en quarantaine comme toutes les personnes entrant aux Palaos. Après un nouveau test négatif, un test se révèle positif après trois semaines de quarantaine. De ce fait, les autorités le considèrent comme un cas historique très probablement non-infectieux. Il n'a pas été en contact avec la population, et à cette date, 97 % de la population adulte des Palaos a déjà été vaccinée contre le virus.

## Statistiques

Nombre de cas aux Palaos depuis le début de l'épidémie.

Nombre de morts aux Palaos depuis le début de l'épidémie.